# アンドルー・ケイ
アンドルー・F・ケイ（Andrew F. Kay、1919年1月22日 - 2014年8月28日）は、アメリカ合衆国の実業家・発明家である。マイクロコンピュータメーカー・ケイプロを創業し、一時は世界第4位のコンピュータメーカーとなり、ポータブルコンピュータの売上高では世界第1位となった。

## 生涯
1940年にマサチューセッツ工科大学(MIT)を卒業し、ベンディックス社に入社後、NASAジェット推進研究所に2年間勤務した。1952年にデジタル計測器メーカー・ノンリニア・システムズ(Non-Linear Systems, NLS)を設立した。NLSは、潜水艦から宇宙船に至るまで、堅牢で耐久性のある計測器を提供し、評判を高めた。NLSで、ケイは1954年にデジタル電圧計を発明した。
1980年代初頭にコンピュータを製造・販売する子会社・ケイプロ(Kaypro)を設立した。1985年には1億2,000万ドル以上の収益を上げ、親会社であるNLS社を大きく引き離した。しかし、同社の成功は比較的短かく、1990年に連邦倒産法第11章の適用を申請し、1992年に清算された。
1990年代後半、ケイは同様にパソコンを製造・販売するケイ・コンピューターズ(Kay Computers)を設立したが、10年未満で廃業した。
彼は、カリフォルニア州デル・マーのロータリークラブを共同で設立した。